# 渾然不覺
〈渾然不覺〉（英語：Numb）是一首由美國搖滾樂團聯合公園所創作的歌曲。它是專輯《天空之城—美特拉》（2003年）中的第十三首歌曲，同時也是最後一首。該曲為聯合公園最著名和最受歡迎的歌曲之一，並曾在《告示牌》的最佳現代搖滾單曲榜單上位居榜首長達十二週；在2003年位居榜首達六個星期，且又在2004年居冠達六個星期。這首歌在《告示牌》的最佳主流搖滾單曲榜單上位居第一，並花了三個星期在告示牌百強單曲榜爬上第十一名。
後來，該樂團與嘻哈歌手Jay Z合作，將〈渾然不覺〉重新混合成〈Numb/Encore〉，而這給他們的專輯《衝擊理論》帶來了巨大的成功，並為他們贏得了葛萊美獎最佳饒舌/演唱合作。〈渾然不覺〉還在Rhapsody的「十年百大歌曲」排行中排名第九十五位。
2011年1月，〈渾然不覺〉也收錄在《搖滾樂團3》的聯合公園DLC包中。

## MV
〈渾然不覺〉的MV由喬瑟夫·漢恩執導。該MV內的室內場景是位在捷克共和國布拉格的聖維特主教座堂中，而學校內部、教室、走廊和外面的操場是取景自布拉格的開普勒文理中學。片中橋梁的場景則是在知名的查理大橋拍攝。由於主唱查斯特·班寧頓在拍攝過程中腹部極度疼痛，他被迫返回美國進行手術，之後在洛杉磯拍攝了MV剩餘的片段。
MV敘述一名不受歡迎的女孩（布莉安娜·艾維根飾演）在一天中所面臨的家庭及社交問題。該女孩顯然花了許多時間來畫畫，但她的生活並不順遂，如在課堂上被講師點名注意聽課時，每個人都嘲笑她。之後，她在走廊被撞倒時，沒有人停下來幫助她。當她試圖加入一群餐桌上的女孩們時，她們馬上起身離去。在學校受欺負的女孩回到家中，仍被母親冷落。在自己的房間中，她露出留有自我傷害痕跡的胳膊。在歌曲的高潮期間，女孩待在房裡，並用畫筆把她的頭髮綁起來，奮力地將顏料扔至畫布上。最後，她就像聽到聲音般跑進樂團正在演奏的教堂中，但她卻發現教堂內空無一人，只留下其樂器。

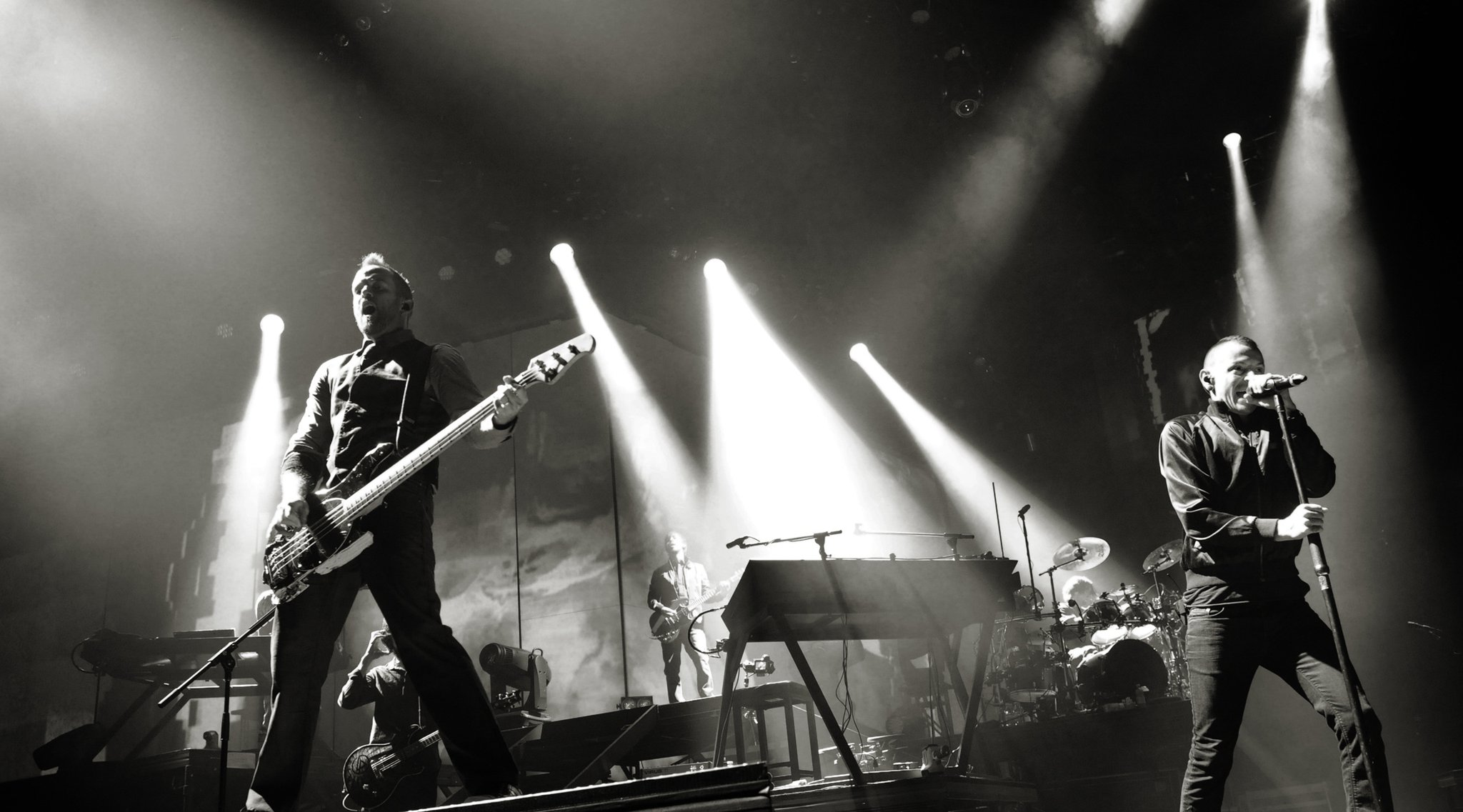
〈渾然不覺〉成為聯合公園的代表作。

截至2022年，〈渾然不覺〉在YouTube上有著高達19億次的觀看次數，成為了YouTube上最受歡迎的聯合公園影片，也是觀看次數最多的金屬樂影片。2023年3月20日，林肯公园在bilibili和YouTube上传了原带画质修复到4K后的MV

## 迴響
〈渾然不覺〉成為了聯合公園最受歡迎和在商業上最成功的歌曲之一，同時也於2004年2月24日，在《告示牌》的告示牌百強單曲榜上位居第十一名，並花了三週的時間在最佳現代搖滾單曲榜單上位居榜首長達十二週。〈渾然不覺〉是2004年百大歌曲中的第三十三名最佳歌曲，以及列在告示牌另類歌曲榜十年最終榜單的第十五名。截至2014年6月，這首歌曲在美國的銷售量超過了203萬6000套。
該歌曲在大洋洲也相當成功，它在澳大利亞榜單中排名第十，在紐西蘭榜單中則排名第十三。這首歌也是法國榜單上佔了長達二十三個星期，成為歷時最長的單曲，並最高排至第十九名。它在希臘也很成功，並在IFPI希臘上排名第一。然而，該歌在義大利和比利時的Ultratop榜上卻只排了一週的時間。在英國，這首歌曲最高排在第十四名，但在榜單上卻只佔了六週，該表現不如前兩張單曲。

## 曲目
| Part 1 | Part 1                  | Part 1 |
| 曲序   | 曲目                    | 时长   |
| ------ | ----------------------- | ------ |
| 1.     | 渾然不覺                | 3:06   |
| 2.     | From the Inside（現場） | 2:55   |
| 3.     | 渾然不覺（影片）        |        |

| Part 2 | Part 2                | Part 2 |
| 曲序   | 曲目                  | 时长   |
| ------ | --------------------- | ------ |
| 1.     | 渾然不覺              | 3:06   |
| 2.     | Easier to Run（現場） | 3:22   |
| 3.     | Faint（影片）         |        |

| 澳大利亞加大單曲 | 澳大利亞加大單曲        | 澳大利亞加大單曲 |
| 曲序             | 曲目                    | 时长             |
| ---------------- | ----------------------- | ---------------- |
| 1.               | 渾然不覺                | 3:06             |
| 2.               | From the Inside（現場） | 2:55             |
| 3.               | Easier to Run（現場）   | 3:22             |

## 排行榜
| 榜單（2003年至2004年）                 | 最高排名 |
| -------------------------------------- | -------- |
| 澳大利亞（澳大利亞唱片業協會單曲榜）   | 10       |
| 比利時法蘭德斯（Ultratop五十強單曲榜） | 48       |
| 比利時瓦隆尼亞（Ultratop五十強單曲榜） | 33       |
| 巴西（ABPD）                           | 6        |
| 法國（法國唱片出版業公會單曲榜）       | 19       |
| 德國（德國官方榜單）                   | 19       |
| 希臘（IFPI希臘）                       | 1        |
| 義大利（義大利音樂產業聯盟）           | 47       |
| 愛爾蘭（IRMA）                         | 16       |
| 荷蘭（百強單曲榜）                     | 82       |
| 紐西蘭（紐西蘭唱片音樂協會）           | 13       |
| 葡萄牙（AFP）                          | 5        |
| 瑞典（瑞典最熱榜）                     | 23       |
| 瑞士（瑞士熱門音樂榜）                 | 15       |
| 英國單曲排行榜（官方排行榜公司）       | 14       |
| 美國（《告示牌》成人四十強單曲榜）     | 31       |
| 美國（《告示牌》另類歌曲榜）           | 1        |
| 美國（《告示牌》百強單曲榜）           | 11       |
| 美國（《告示牌》主流搖滾歌曲榜）       | 1        |
| 美國（《告示牌》主流四十強單曲榜）     | 5        |

| 榜單（2017年）                   | 最高排名 |
| -------------------------------- | -------- |
| 奧地利（Ö3四十強音樂榜）         | 8        |
| 加拿大（加拿大百強單曲榜）       | 27       |
| 捷克共和國（百強數位單曲榜）     | 3        |
| 法國（SNEP）                     | 9        |
| 德國（官方德國榜單）             | 13       |
| 匈牙利（四十強流媒體榜）         | 15       |
| 日本（日本熱門100金曲榜）        | 47       |
| 葡萄牙（葡萄牙唱片業協會）       | 22       |
| 斯洛伐克（百強數位單曲榜）       | 10       |
| 瑞士（瑞士熱門音樂榜）           | 5        |
| 英國（官方榜單公司搖滾榜）       | 1        |
| 美國（《告示牌》熱門搖滾歌曲榜） | 2        |

| 榜單（2014年）           | 排名 |
| ------------------------ | ---- |
| 美國《告示牌》百強單曲榜 | 33   |
| 美國現代搖滾單曲         | 2    |

| 國家或地區                     | 認證       | 銷量／出貨量 |
| ------------------------------ | ---------- | ------------ |
| 澳大利亞（澳大利亞唱片業協會） | 金唱片     | 35,000^      |
| 加拿大（加拿大音樂協會）       | 金唱片     | 40,000^      |
| 義大利（義大利音樂產業聯盟）   | 白金唱片   | 50,000*      |
| 紐西蘭（紐西蘭唱片音樂協會）   | 白金唱片   | 10,000*      |
| 英國（英國唱片業協會）         | 金唱片     | 400,000^     |
| 美國（美國唱片業協會）         | 3×白金唱片 | 2,036,000    |
| 鈴聲                           |            |              |
| 美國（美國唱片業協會）         | 白金唱片   | 1,000,000^   |

| 前任： 〈So Far Away〉 由史丹樂團創作    | 《告示牌》最佳現代搖滾單曲 第一單曲 2003年11月22日 - 2004年2月7日 | 繼任： 〈Hit That〉 由後裔樂團創作            |
| 前任： 〈Away from Me〉 由爛泥巴樂團創作 | 《告示牌》最佳主流搖滾單曲 第一單曲 2004年1月3日 - 2004年1月17日  | 繼任： 〈Figured You Out〉 由五分錢合唱團創作 |

## 外部連結
- YouTube上的官方MV
- 互联网电影数据库（IMDb）上《Numb》的资料（英文）